# Minecraft Dungeons
Minecraft Dungeons est un jeu vidéo d'action-aventure se déroulant dans l'univers de Minecraft. Le jeu, édité par Xbox Game Studios et co-développé par Mojang Studios et Double Eleven, est disponible depuis le 26 mai 2020 sur Windows, Xbox One, PlayStation 4 et Nintendo Switch.

## Trame
Les joueurs ont pour objectif de sauver les villageois des griffes de « l’Arch-illageois », un "Illageois" corrompu par un artefact maléfique appelé "Orbe de domination".,.

## Système de jeu
Minecraft Dungeons est un jeu d’action-aventure inspiré par les dungeons crawlers. Seul ou jusqu'à quatre, le joueur part à l’aventure pour débarrasser canyons, marais et mines des monstres qui les peuplent, grâce à divers armes et objets que le joueur trouvera sur son chemin,. 

## Développement et sortie
Minecraft Dungeons est développé par une petite équipe de Mojang dédiée intégralement au projet en Suède,. Il utilise le moteur de jeu Unreal Engine 4.
Le jeu était à l'origine un projet pour la Nintendo 3DS mais le développeur a finalement fait passer le projet à une dimension supérieure au fil des mois.
Le 29 septembre 2018, le jeu est annoncé lors de la Minecon Earth, une conférence des développeurs de Minecraft. Lors de l'E3 2019, le développeur annonce la date de sortie du jeu pour le printemps 2020 sur Windows, Xbox One, PlayStation 4 et Nintendo Switch.
En septembre 2019, il est annoncé que le studio Double Eleven rejoint Mojang dans le développement du jeu. Double Eleven va principalement se concentrer sur les versions consoles, tout en apportant son savoir-faire pour créer la meilleure expérience de jeu possible, tandis que Mojang s’affaire à la conception du contenu ainsi que des fonctionnalités en ligne et multijoueur.
En novembre, lors du Xbox Show 2019 (X019) à Londres, Mojang annonce une sortie de Minecraft Dungeons pour avril 2020. Cependant, en raison de la pandémie du Covid-19,, Mojang annonce que le jeu sortira le 26 mai 2020. Une bêta fermée était disponible de fin mars à courant avril à certains joueurs s'y étant inscrits. L'ouverture des précommandes de Minecraft Dungeons s'est, quant à elle, faite le 31 mars 2020.
À sa sortie, Minecraft Dungeons, est disponible en trois versions : une édition standard qui comprend uniquement le jeu de base, une version appelée "Hero Edition" qui comprend la Cape de Héros, deux skins, un poulet de compagnie et pour les joueurs ayant précommandé cette édition, le développeur offrira l'accès aux deux premiers DLC ,, et l'"Ultimate Edition", qui contient 6 DLC en plus que la version hero.
Le 12 août 2020, Mojang annonce la sortie du deuxième DLC "Creeping Winter" ainsi qu'une édition physique du jeu sur console.
Le 4 juin 2021, Mojang annonce que ce sont 11,5 millions de joueurs uniques qui se sont essayés à Minecraft Dungeons dans 232 pays et territoires depuis sa sortie.
Le 28 septembre 2023, Mojang annonce que 25 millions de joueurs ont tenté l'expérience Minecraft Dungeons et que le jeu n'aura plus de support. La version 1.17 sortie le 30 novembre 2022 sera donc la dernière.